# シャピロ–ウィルク検定
シャピロ–ウィルク検定（シャピロ–ウィルクけんてい、英語: Shapiro–Wilk test）とは、 統計学において、標本 x1, ..., xn が正規分布に従う母集団からサンプリングされたものであるという帰無仮説を検定する検定である。この検定方法は、サミュエル・シャピロとマーティン・ウィルクが1965年に発表した。

## 定義
検定統計量は、
{\displaystyle W={\left(\sum _{i=1}^{n}a_{i}x_{(i)}\right)^{2} \over \sum _{i=1}^{n}(x_{i}-{\overline {x}})^{2}}}
ただし、
- x(i)（括弧で囲まれた添え字「i」のついた）は、i番目の順序統計量、つまり、標本の中でi番目に小さい数値である。
- {\displaystyle {\overline {x}}=(x_{1}+\dots +x_{n})/n}は、標本平均である。
- 定数aiは、次の式によって与えられる。

{\displaystyle (a_{1},\dots ,a_{n})={\frac {{\boldsymbol {m}}^{\intercal }{\boldsymbol {V}}^{-1}}{({\boldsymbol {m}}^{\intercal }{\boldsymbol {V}}^{-1}{\boldsymbol {V}}^{-1}{\boldsymbol {m}})^{1/2}}}}
ただし、
{\displaystyle {\boldsymbol {m}}=(m_{1},\dots ,m_{n})^{\intercal }}
m1, ..., mnは、標準正規分布からサンプリングされた独立同分布の確率変数の順序統計量の期待値であり、V はこの順序統計量の分散共分散行列である。
帰無仮説は、Wが小さすぎる場合に棄却される。

## 参照
1. ↑  Shapiro, S. S. and Wilk, M. B. (1965). An analysis of variance test for normality (complete samples)", Biometrika, 52, 3 and 4, pages 591-611